# Rallycross del Benelux 2022
Il Rallycross del Benelux 2022, ufficialmente denominato Benelux World RX of Spa-Francorchamps, è stata l'edizione 2022 del rallycross del Benelux. La manifestazione si è svolta l'8 e il 9 ottobre sul circuito di Spa-Francorchamps a Stavelot, ed era valida come settima e ottava prova del campionato del mondo rallycross 2022 (sesta e settima per la classe regina RX1e e quarta per la serie cadetta RX2e), nonché come sesta gara del campionato europeo rallycross 2022 valida unicamente per la categoria RX1.
L'evento del World RX si componeva di due gare, entrambe valide per la classe RX1e. La prima è stata vinta dallo svedese Johan Kristoffersson alla guida di una Volkswagen RX1e della scuderia Kristoffersson Motorsport, il quale sopravanzò in finale i connazionali Kevin Hansen, secondo classificato su Peugeot 208 RX1e del Hansen World RX Team, e il giovane Gustav Bergström, terzo a bordo di una Volkswagen RX1e; Kristofferson bissò inoltre il successo della prima giornata vincendo anche la seconda gara, dove precedette il finlandese Niclas Grönholm, secondo al volante di una PWR RX1e del Construction Equipment Dealer Team, e nuovamente Gustav Bergström, giunto terzo; per il quattro volte campione del mondo si trattò quindi del sesto successo stagionale su sette gare disputate nonché della trentatreesima vittoria in assoluto nella massima categoria; Bergström invece ottenne il primo podio in carriera in gara 1, bissando poi lo stesso piazzamento nella gara domenicale. 
La gara della serie cadetta RX2e è stata invece vinta dal britannico Patrick O'Donovan, al secondo successo consecutivo in campionato dopo quello ottenuto in Lettonia.
Nell'evento dell'Euro RX si gareggiava soltanto nella categoria RX1, dove si disputò l'ultima corsa stagionale vinta dallo svedese Anton Marklund al volante di una Hyundai i20 della scuderia SET Promotion, già laureatosi campione continentale nella precedente gara in Portogallo.

## Risultati World RX - Gara 1

### Classifica finale
| 1 | 1  | Johan Kristoffersson | Volkswagen RX1e  | Kristoffersson Motorsport          | 3º | 2º | –  | –        | 3º | 1º | 20 |
| 2 | 71 | Kevin Hansen         | Peugeot 208 RX1e | Hansen World RX Team               | 4º | –  | 1º | –        | 2º | 2º | 16 |
| 3 | 17 | Gustav Bergström     | Volkswagen RX1e  | Gustav Bergström                   | 5º | 3º | –  | 3º       | –  | 3º | 13 |
| 4 | 21 | Timmy Hansen         | Peugeot 208 RX1e | Hansen World RX Team               | 1º | 1º | –  | 1º       | –  | 4º | 12 |
| 5 | 68 | Niclas Grönholm      | PWR RX1e         | Construction Equipment Dealer Team | 2º | –  | 3º | –        | 1º | 5º | 11 |
| 6 | 77 | René Münnich         | SEAT Ibiza RX1e  | ALL-INKL.COM Münnich Motorsport    | 8º | –  | 2º | 2º       | –  | nq | 10 |
| 7 | 12 | Klara Andersson      | PWR RX1e         | Construction Equipment Dealer Team | 6ª | –  | 4ª | 4ª (DSQ) | –  | nq | 9  |
| 8 | 52 | Ole Christian Veiby  | Volkswagen RX1e  | Kristoffersson Motorsport          | 7º | 4º | –  | –        | 4º | nq | 8  |

Legenda:
Pos. = Posizione; Nº = Numero di gara; PR = Posizione nella Progression Race; SF = Posizione nella semifinale; nq = non qualificata/o; DSQ = Squalificata (Disqualified).

### Super Pole
Unicamente per la categoria RX1e, al fine di decidere la griglia di partenza della prima batteria, venne introdotta la Super Pole ovvero un unico giro cronometrato effettuato con partenza da fermo e comprensivo di Joker Lap. In base al risultato i piloti potranno scegliere sia lo stallo di partenza sia a quale gara partecipare.
| 1   | 1  | Johan Kristoffersson | Volkswagen RX1e  | Kristoffersson Motorsport          | 36"301 | –      |
| 2   | 21 | Timmy Hansen         | Peugeot 208 RX1e | Hansen World RX Team               | 36"723 | +0"422 |
| 3   | 71 | Kevin Hansen         | Peugeot 208 RX1e | Hansen World RX Team               | 36"893 | +0"592 |
| 4   | 68 | Niclas Grönholm      | PWR RX1e         | Construction Equipment Dealer Team | 37"061 | +0"760 |
| 5   | 12 | Klara Andersson      | PWR RX1e         | Construction Equipment Dealer Team | 37"301 | +1"000 |
| 6   | 77 | René Münnich         | SEAT Ibiza RX1e  | ALL-INKL.COM Münnich Motorsport    | 37"802 | +1"501 |
| 7   | 17 | Gustav Bergström     | Volkswagen RX1e  | Gustav Bergström                   | 38"434 | +2"133 |
| DNS | 52 | Ole Christian Veiby  | Volkswagen RX1e  | Kristoffersson Motorsport          | -      | -      |

Legenda:
Pos. = Posizione; Nº = Numero di gara; DNS = Non partito (Did not start).

### Batterie
Il risultato delle batterie (Heats) determinerà poi il Ranking finale, il quale risulterà poi decisivo nel caso in cui più concorrenti ottenessero uguali piazzamenti nelle fasi successive, ovvero le Progression Races e le semifinali.
| 21 | Timmy Hansen         | Peugeot 208 RX1e | Hansen World RX Team               | 45 (2º)       | 50 (1º)       | 95 | 1º |
| 68 | Niclas Grönholm      | PWR RX1e         | Construction Equipment Dealer Team | 50 (1º)       | 45 (2º)       | 95 | 2º |
| 1  | Johan Kristoffersson | Volkswagen RX1e  | Kristoffersson Motorsport          | 42 (3º)       | 42 (3º)       | 84 | 3º |
| 71 | Kevin Hansen         | Peugeot 208 RX1e | Hansen World RX Team               | 40 (4º)       | 40 (4º)       | 80 | 4º |
| 17 | Gustav Bergström     | Volkswagen RX1e  | Gustav Bergström                   | 37 (7º)       | 39 (5º)       | 76 | 5º |
| 12 | Klara Andersson      | PWR RX1e         | Construction Equipment Dealer Team | 38 (6ª)       | 38 (6ª)       | 76 | 6ª |
| 52 | Ole Christian Veiby  | Volkswagen RX1e  | Kristoffersson Motorsport          | 39 (5º)       | 31 (7º - DNS) | 70 | 7º |
| 77 | René Münnich         | SEAT Ibiza RX1e  | ALL-INKL.COM Münnich Motorsport    | 35 (8º - DNF) | 31 (8º - DNS) | 66 | 8º |

Legenda:
Nº = Numero di gara; B = Batteria; DNF = Non arrivato (Did not finish); DNS = Non partito (Did not start).

### Progression races
Per ciascuna serie tutti i concorrenti parteciparanno alle progression races, il risultato delle quali sarà determinante per la qualificazione alle successive semifinali e/o per la scelta della posizione di partenza nelle stesse.
| Categoria RX1e - Progression Race 1 |    |                      |                  |                                    |            |          |          |   |
| Pos.                                | Nº | Pilota               | Auto             | Squadra                            | Giri/Joker | Tempo    | Distacco |   |
| 1                                   | 21 | Timmy Hansen         | Peugeot 208 RX1e | Hansen World RX Team               | 5/1        | 2'48"887 | –        | Q |
| 2                                   | 1  | Johan Kristoffersson | Volkswagen RX1e  | Kristoffersson Motorsport          | 5/1        | 2'49"640 | +0"753   | Q |
| 3                                   | 17 | Gustav Bergström     | Volkswagen RX1e  | Gustav Bergström                   | 5/1        | 2'53"945 | +5"058   | Q |
| DNF                                 | 52 | Ole Christian Veiby  | Volkswagen RX1e  | Kristoffersson Motorsport          | 4/1        | -        | +1 girO  | Q |
|                                     |    |                      |                  |                                    |            |          |          |   |
| Categoria RX1e - Progression Race 2 |    |                      |                  |                                    |            |          |          |   |
| Pos.                                | Nº | Pilota               | Auto             | Squadra                            | Giri/Joker | Tempo    | Distacco |   |
| 1                                   | 71 | Kevin Hansen         | Peugeot 208 RX1e | Hansen World RX Team               | 5/1        | 2'49"448 | –        | Q |
| 2                                   | 77 | René Münnich         | SEAT Ibiza RX1e  | ALL-INKL.COM Münnich Motorsport    | 5/1        | 2'58"881 | +9"433   | Q |
| DNF                                 | 68 | Niclas Grönholm      | PWR RX1e         | Construction Equipment Dealer Team | 3/1        | -        | +2 giri  | Q |
| DNS                                 | 12 | Klara Andersson      | PWR RX1e         | Construction Equipment Dealer Team | -          | -        | -        | Q |

Legenda:
Pos. = Posizione; Nº = Numero di gara; DNF = Non arrivato (Did not finish); DNS = Non partita (Did not start).
| Q | Qualificata/o per le semifinali |

### Semifinali
I primi due classificati in ciascuna semifinale accederanno alla finale; l'ultimo posto disponibile verrà occupato dal "miglior terzo", ovvero chi aveva ottenuto il miglior piazzamento nel Ranking al termine delle batterie.
| Categoria RX1e - Semifinale 1 |    |                      |                  |                                    |            |          |          |   |
| Pos.                          | Nº | Pilota               | Auto             | Squadra                            | Giri/Joker | Tempo    | Distacco |   |
| 1                             | 21 | Timmy Hansen         | Peugeot 208 RX1e | Hansen World RX Team               | 5/1        | 2'55"607 | –        | Q |
| 2                             | 77 | René Münnich         | SEAT Ibiza RX1e  | ALL-INKL.COM Münnich Motorsport    | 0/0        | 0'03"483 | +5 giri  | Q |
| 3                             | 17 | Gustav Bergström     | Volkswagen RX1e  | Gustav Bergström                   | 0/0        | 0'03"466 | +5 giri  |   |
| DSQ                           | 12 | Klara Andersson      | PWR RX1e         | Construction Equipment Dealer Team | 5/1        | 2'53"618 | -        |   |
|                               |    |                      |                  |                                    |            |          |          |   |
| Categoria RX1e - Semifinale 2 |    |                      |                  |                                    |            |          |          |   |
| Pos.                          | Nº | Pilota               | Auto             | Squadra                            | Giri/Joker | Tempo    | Distacco |   |
| 1                             | 68 | Niclas Grönholm      | PWR RX1e         | Construction Equipment Dealer Team | 5/1        | 2'45"761 | –        | Q |
| 2                             | 71 | Kevin Hansen         | Peugeot 208 RX1e | Hansen World RX Team               | 5/1        | 2'45"139 | +0"378   | Q |
| 3                             | 1  | Johan Kristoffersson | Volkswagen RX1e  | Kristoffersson Motorsport          | 5/1        | 2'46"187 | +0"426   | Q |
| 4                             | 52 | Ole Christian Veiby  | Volkswagen RX1e  | Kristoffersson Motorsport          | 5/1        | 2'47"318 | +1"557   |   |

Legenda:
Pos. = Posizione; Nº = Numero di gara; DNF = Non arrivato (Did not finish); DSQ = Squalificata (Disqualified).
| Q | Qualificata/o per la finale |

### Finale
| Categoria RX1e | Categoria RX1e | Categoria RX1e       | Categoria RX1e   | Categoria RX1e                     | Categoria RX1e | Categoria RX1e | Categoria RX1e | Categoria RX1e |
| Pos.           | Nº             | Pilota               | Auto             | Squadra                            | Giri/Joker     | Tempo          | Penalità       | Distacco       |
| -------------- | -------------- | -------------------- | ---------------- | ---------------------------------- | -------------- | -------------- | -------------- | -------------- |
| 1              | 1              | Johan Kristoffersson | Volkswagen RX1e  | Kristoffersson Motorsport          | 5/1            | 2'45"670       | –              | –              |
| 2              | 71             | Kevin Hansen         | Peugeot 208 RX1e | Hansen World RX Team               | 5/1            | 2'50"507       | –              | +4"837         |
| 3              | 17             | Gustav Bergström     | Volkswagen RX1e  | Gustav Bergström                   | 5/1            | 2'51"427       | –              | +5"757         |
| 4              | 21             | Timmy Hansen         | Peugeot 208 RX1e | Hansen World RX Team               | 5/1            | 2'54"216       | –              | +8"546         |
| 5              | 68             | Niclas Grönholm      | PWR RX1e         | Construction Equipment Dealer Team | 5/1            | 2'57"761       | 5"000          | +12"091        |

- Miglior tempo di reazione: 0"445 ( Timmy Hansen);
- Giro più veloce: 31"672 ( Johan Kristoffersson);
- Miglior giro Joker: 33"419 ( Johan Kristoffersson);
- Miglior giro-zero[n 3]: 3"392 ( Niclas Grönholm).

Legenda:
Pos. = Posizione; Nº = Numero di gara.

## Risultati World RX - Gara 2

### Classifiche finali
| 1 | 1  | Johan Kristoffersson | Volkswagen RX1e  | Kristoffersson Motorsport          | 2º | –  | 1º | –  | 1º | 1º | 20 |
| 2 | 68 | Niclas Grönholm      | PWR RX1e         | Construction Equipment Dealer Team | 5º | 3º | –  | 1º | –  | 2º | 16 |
| 3 | 17 | Gustav Bergström     | Volkswagen RX1e  | Gustav Bergström                   | 8º | –  | 2º | 2º | –  | 3º | 13 |
| 4 | 71 | Kevin Hansen         | Peugeot 208 RX1e | Hansen World RX Team               | 3º | 2º | –  | –  | 2º | 4º | 12 |
| 5 | 52 | Ole Christian Veiby  | Volkswagen RX1e  | Kristoffersson Motorsport          | 4º | –  | 3º | –  | 3º | 5º | 11 |
| 6 | 12 | Klara Andersson      | PWR RX1e         | Construction Equipment Dealer Team | 6ª | –  | 4ª | 3ª | –  | nq | 10 |
| 7 | 21 | Timmy Hansen         | Peugeot 208 RX1e | Hansen World RX Team               | 1º | 1º | –  | 4º | –  | nq | 9  |
| 8 | 77 | René Münnich         | SEAT Ibiza RX1e  | ALL-INKL.COM Münnich Motorsport    | 7º | 4º | –  | –  | 4º | nq | 8  |

| 1 | 00 | Patrick O'Donovan | RX2e | Patrick O'Donovan         | 2º | –  | 1º | –  | 1º | 1º | 20 |
| 2 | 13 | Viktor Vranckx    | RX2e | Bert Vranckx              | 5º | 1º | –  | 1º | –  | 2º | 16 |
| 3 | 5  | Pablo Suárez      | RX2e | QEV Motorsport            | 4º | –  | 2º | 2º | –  | 3º | 13 |
| 4 | 97 | Raul Ferre        | RX2e | ACA Esport                | 7º | –  | 3º | –  | 2º | 4º | 12 |
| 5 | 82 | Isak Sjökvist     | RX2e | Hedströms Motorsport      | 1º | 3º | –  | 3º | –  | 5º | 11 |
| 6 | 14 | Nils Andersson    | RX2e | Kristoffersson Motorsport | 3º | 2º | –  | –  | 3º | nq | 10 |
| 7 | 28 | Filip Thorén      | RX2e | QEV Motorsport            | 6º | –  | 4º | –  | 4º | nq | 9  |

Legenda:
Pos. = Posizione; Nº = Numero di gara; PR = Posizione nella Progression Race; SF = Posizione nella semifinale; nq = non qualificato.

### Super Pole
Unicamente per la categoria RX1e, al fine di decidere la griglia di partenza della prima batteria, venne introdotta la Super Pole ovvero un unico giro cronometrato effettuato con partenza da fermo e comprensivo di Joker Lap. In base al risultato i piloti potranno scegliere sia lo stallo di partenza sia a quale gara partecipare.
| 1 | 1  | Johan Kristoffersson | Volkswagen RX1e  | Kristoffersson Motorsport          | 35"613 | –      |
| 2 | 21 | Timmy Hansen         | Peugeot 208 RX1e | Hansen World RX Team               | 35"735 | +0"122 |
| 3 | 52 | Ole Christian Veiby  | Volkswagen RX1e  | Kristoffersson Motorsport          | 35"917 | +0"304 |
| 4 | 71 | Kevin Hansen         | Peugeot 208 RX1e | Hansen World RX Team               | 36"046 | +0"433 |
| 5 | 68 | Niclas Grönholm      | PWR RX1e         | Construction Equipment Dealer Team | 36"194 | +0"581 |
| 6 | 12 | Klara Andersson      | PWR RX1e         | Construction Equipment Dealer Team | 36"687 | +1"074 |
| 7 | 17 | Gustav Bergström     | Volkswagen RX1e  | Gustav Bergström                   | 36"851 | +1"238 |
| 8 | 77 | René Münnich         | SEAT Ibiza RX1e  | ALL-INKL.COM Münnich Motorsport    | 38"349 | +2"736 |

Legenda:
Pos. = Posizione; Nº = Numero di gara.

### Batterie
Il risultato delle batterie (Heats) determinerà poi il Ranking finale, il quale risulterà poi decisivo nel caso in cui più concorrenti ottenessero uguali piazzamenti nelle fasi successive, ovvero le Progression Races e le semifinali.
| 21 | Timmy Hansen         | Peugeot 208 RX1e | Hansen World RX Team               | 50 (1º)       | 40 (4º)       | 90 | 1º |
| 1  | Johan Kristoffersson | Volkswagen RX1e  | Kristoffersson Motorsport          | 37 (7º)       | 50 (1º)       | 87 | 2º |
| 71 | Kevin Hansen         | Peugeot 208 RX1e | Hansen World RX Team               | 42 (3º)       | 45 (2º)       | 87 | 3º |
| 52 | Ole Christian Veiby  | Volkswagen RX1e  | Kristoffersson Motorsport          | 45 (2º)       | 37 (7º)       | 82 | 4º |
| 68 | Niclas Grönholm      | PWR RX1e         | Construction Equipment Dealer Team | 38 (6º)       | 42 (3º)       | 80 | 5º |
| 12 | Klara Andersson      | PWR RX1e         | Construction Equipment Dealer Team | 40 (4ª)       | 39 (5ª)       | 79 | 6ª |
| 77 | René Münnich         | SEAT Ibiza RX1e  | ALL-INKL.COM Münnich Motorsport    | 39 (5º)       | 35 (8º - DNF) | 74 | 7º |
| 17 | Gustav Bergström     | Volkswagen RX1e  | Gustav Bergström                   | 35 (8º - DNF) | 38 (6º)       | 73 | 8º |

| 82 | Isak Sjökvist     | RX2e | Hedströms Motorsport      | 50 (1º) | 40 (4º) | 50 (1º) | 140 | 1º |
| 00 | Patrick O'Donovan | RX2e | Patrick O'Donovan         | 45 (2º) | 45 (2º) | 45 (2º) | 135 | 2º |
| 14 | Nils Andersson    | RX2e | Kristoffersson Motorsport | 40 (4º) | 50 (1º) | 38 (6º) | 128 | 3º |
| 5  | Pablo Suárez      | RX2e | QEV Motorsport            | 42 (3º) | 42 (3º) | 42 (3º) | 126 | 4º |
| 13 | Viktor Vranckx    | RX2e | Bert Vranckx              | 39 (5º) | 39 (5º) | 40 (4º) | 118 | 5º |
| 28 | Filip Thorén      | RX2e | QEV Motorsport            | 38 (6º) | 37 (7º) | 39 (5º) | 114 | 6º |
| 97 | Raul Ferre        | RX2e | ACA Esport                | 37 (7º) | 38 (6º) | 37 (7º) | 112 | 7º |

Legenda:
Nº = Numero di gara; B = Batteria; DNF = Non arrivato (Did not finish).

### Progression races
Per ciascuna serie tutti i concorrenti parteciparanno alle progression races, il risultato delle quali sarà determinante per la qualificazione alle successive semifinali e/o per la scelta della posizione di partenza nelle stesse.
| Categoria RX1e - Progression Race 1 |    |                      |                  |                                    |            |          |          |   |
| Pos.                                | Nº | Pilota               | Auto             | Squadra                            | Giri/Joker | Tempo    | Distacco |   |
| 1                                   | 21 | Timmy Hansen         | Peugeot 208 RX1e | Hansen World RX Team               | 5/1        | 2'46"017 | –        | Q |
| 2                                   | 71 | Kevin Hansen         | Peugeot 208 RX1e | Hansen World RX Team               | 5/1        | 2'48"127 | +2"110   | Q |
| 3                                   | 68 | Niclas Grönholm      | PWR RX1e         | Construction Equipment Dealer Team | 5/1        | 2'49"724 | +3"707   | Q |
| 4                                   | 77 | René Münnich         | SEAT Ibiza RX1e  | ALL-INKL.COM Münnich Motorsport    | 5/1        | 2'54"435 | +8"418   | Q |
|                                     |    |                      |                  |                                    |            |          |          |   |
| Categoria RX1e - Progression Race 2 |    |                      |                  |                                    |            |          |          |   |
| Pos.                                | Nº | Pilota               | Auto             | Squadra                            | Giri/Joker | Tempo    | Distacco |   |
| 1                                   | 1  | Johan Kristoffersson | Volkswagen RX1e  | Kristoffersson Motorsport          | 5/1        | 2'47"180 | –        | Q |
| 2                                   | 17 | Gustav Bergström     | Volkswagen RX1e  | Gustav Bergström                   | 5/1        | 2'50"706 | +3"526   | Q |
| 3                                   | 52 | Ole Christian Veiby  | Volkswagen RX1e  | Kristoffersson Motorsport          | 5/1        | 2'51"262 | +4"082   | Q |
| 4                                   | 12 | Klara Andersson      | PWR RX1e         | Construction Equipment Dealer Team | 5/1        | 2'51"948 | +4"768   | Q |

| Categoria RX2e - Progression Race 1 |    |                   |      |                           |            |          |          |          |   |
| Pos.                                | Nº | Pilota            | Auto | Squadra                   | Giri/Joker | Tempo    | Penalità | Distacco |   |
| 1                                   | 13 | Viktor Vranckx    | RX2e | Bert Vranckx              | 5/1        | 2'57"133 | –        | –        | Q |
| 2                                   | 14 | Nils Andersson    | RX2e | Kristoffersson Motorsport | 5/1        | 2'58"741 | –        | +1"608   | Q |
| 3                                   | 82 | Isak Sjökvist     | RX2e | Hedströms Motorsport      | 5/1        | 2'59"506 | –        | +2"373   | Q |
|                                     |    |                   |      |                           |            |          |          |          |   |
| Categoria RX2e - Progression Race 2 |    |                   |      |                           |            |          |          |          |   |
| Pos.                                | N° | Pilota            | Auto | Squadra                   | Giri/Joker | Tempo    | Penalità | Distacco |   |
| 1                                   | 00 | Patrick O'Donovan | RX2e | Patrick O'Donovan         | 5/1        | 2'57"147 | –        | –        | Q |
| 2                                   | 5  | Pablo Suárez      | RX2e | QEV Motorsport            | 5/1        | 3'00"347 | –        | +3"200   | Q |
| 3                                   | 97 | Raul Ferre        | RX2e | ACA Esport                | 5/1        | 3'02"660 | –        | +5"513   | Q |
| 4                                   | 28 | Filip Thorén      | RX2e | QEV Motorsport            | 5/1        | 3'05"064 | 5"000    | +7"917   | Q |

Legenda:
Pos. = Posizione; Nº = Numero di gara.
| Q | Qualificata/o per le semifinali |

### Semifinali
I primi due classificati in ciascuna semifinale accederanno alla finale; l'ultimo posto disponibile verrà occupato dal "miglior terzo", ovvero chi aveva ottenuto il miglior piazzamento nel Ranking al termine delle batterie.
| Categoria RX1e - Semifinale 1 |    |                      |                  |                                    |            |          |          |   |
| Pos.                          | Nº | Pilota               | Auto             | Squadra                            | Giri/Joker | Tempo    | Distacco |   |
| 1                             | 68 | Niclas Grönholm      | PWR RX1e         | Construction Equipment Dealer Team | 5/1        | 2'45"994 | –        | Q |
| 2                             | 17 | Gustav Bergström     | Volkswagen RX1e  | Gustav Bergström                   | 5/1        | 2'49"496 | +3"502   | Q |
| 3                             | 12 | Klara Andersson      | PWR RX1e         | Construction Equipment Dealer Team | 5/1        | 2'56"538 | +10"544  |   |
| 4                             | 21 | Timmy Hansen         | Peugeot 208 RX1e | Hansen World RX Team               | 5/1        | 2'56"950 | +10"956  |   |
|                               |    |                      |                  |                                    |            |          |          |   |
| Categoria RX1e - Semifinale 2 |    |                      |                  |                                    |            |          |          |   |
| Pos.                          | Nº | Pilota               | Auto             | Squadra                            | Giri/Joker | Tempo    | Distacco |   |
| 1                             | 1  | Johan Kristoffersson | Volkswagen RX1e  | Kristoffersson Motorsport          | 5/1        | 2'46"357 | –        | Q |
| 2                             | 71 | Kevin Hansen         | Peugeot 208 RX1e | Hansen World RX Team               | 5/1        | 2'47"720 | +1"363   | Q |
| 3                             | 52 | Ole Christian Veiby  | Volkswagen RX1e  | Kristoffersson Motorsport          | 5/1        | 2'49"171 | +2"184   | Q |
| 4                             | 77 | René Münnich         | SEAT Ibiza RX1e  | ALL-INKL.COM Münnich Motorsport    | 5/1        | 2'54"153 | +7"796   |   |

| Categoria RX2e - Semifinale 1 |    |                   |      |                           |            |          |          |   |
| Pos.                          | Nº | Pilota            | Auto | Squadra                   | Giri/Joker | Tempo    | Distacco |   |
| 1                             | 13 | Viktor Vranckx    | RX2e | Bert Vranckx              | 5/1        | 2'54"025 | –        | Q |
| 2                             | 5  | Pablo Suárez      | RX2e | QEV Motorsport            | 5/1        | 2'56"891 | +2"866   | Q |
| 3                             | 82 | Isak Sjökvist     | RX2e | Hedströms Motorsport      | 5/1        | 2'57"491 | +3"466   | Q |
|                               |    |                   |      |                           |            |          |          |   |
| Categoria RX2e - Semifinale 2 |    |                   |      |                           |            |          |          |   |
| Pos.                          | Nº | Pilota            | Auto | Squadra                   | Giri/Joker | Tempo    | Distacco |   |
| 1                             | 00 | Patrick O'Donovan | RX2e | Patrick O'Donovan         | 5/1        | 2'54"902 | –        | Q |
| 2                             | 97 | Raul Ferre        | RX2e | ACA Esport                | 5/1        | 2'56"140 | +1"238   | Q |
| 3                             | 14 | Nils Andersson    | RX2e | Kristoffersson Motorsport | 5/1        | 2'56"544 | +1"642   |   |
| 4                             | 28 | Filip Thorén      | RX2e | QEV Motorsport            | 5/1        | 2'56"993 | +2"091   |   |

Legenda:
Pos. = Posizione; Nº = Numero di gara.
| Q | Qualificato per la finale |

### Finali
| Categoria RX1e | Categoria RX1e | Categoria RX1e       | Categoria RX1e   | Categoria RX1e                     | Categoria RX1e | Categoria RX1e | Categoria RX1e | Categoria RX1e |
| Pos.           | Nº             | Pilota               | Auto             | Squadra                            | Giri/Joker     | Tempo          | Distacco       |                |
| -------------- | -------------- | -------------------- | ---------------- | ---------------------------------- | -------------- | -------------- | -------------- | -------------- |
| 1              | 1              | Johan Kristoffersson | Volkswagen RX1e  | Kristoffersson Motorsport          | 5/1            | 2'46"354       | –              |                |
| 2              | 68             | Niclas Grönholm      | PWR RX1e         | Construction Equipment Dealer Team | 5/1            | 2'50"349       | +3"995         |                |
| 3              | 17             | Gustav Bergström     | Volkswagen RX1e  | Gustav Bergström                   | 5/1            | 2'51"286       | +4"932         |                |
| 4              | 71             | Kevin Hansen         | Peugeot 208 RX1e | Hansen World RX Team               | 5/1            | 2'55"659       | +9"305         |                |
| 5              | 52             | Ole Christian Veiby  | Volkswagen RX1e  | Kristoffersson Motorsport          | 0/0            | 0'03"391       | +5 giri        |                |

- Miglior tempo di reazione: dato non disponibile[n 4];
- Giro più veloce: 32"291 ( Johan Kristoffersson);
- Miglior giro Joker: 33"025 ( Johan Kristoffersson);
- Miglior giro-zero[n 3]: 3"391 ( Ole Christian Veiby).

| Categoria RX2e | Categoria RX2e | Categoria RX2e    | Categoria RX2e | Categoria RX2e       | Categoria RX2e | Categoria RX2e | Categoria RX2e | Categoria RX2e |
| Pos.           | Nº             | Pilota            | Auto           | Squadra              | Giri/Joker     | Tempo          | Distacco       |                |
| -------------- | -------------- | ----------------- | -------------- | -------------------- | -------------- | -------------- | -------------- | -------------- |
| 1              | 00             | Patrick O'Donovan | RX2e           | Patrick O'Donovan    | 5/1            | 2'55"432       | –              |                |
| 2              | 13             | Viktor Vranckx    | RX2e           | Bert Vranckx         | 5/1            | 2'55"582       | +0"150         |                |
| 3              | 5              | Pablo Suárez      | RX2e           | QEV Motorsport       | 5/1            | 2'59"322       | +3"890         |                |
| 4              | 97             | Raul Ferre        | RX2e           | ACA Esport           | 5/1            | 3'03"850       | +8"418         |                |
| 5              | 82             | Isak Sjökvist     | RX2e           | Hedströms Motorsport | 0/0            | 0'03"850       | +5 giri        |                |

- Miglior tempo di reazione: 0"529 ( Pablo Suárez);
- Giro più veloce: 33"370 ( Raul Ferre);
- Miglior giro Joker: 34"612 ( Patrick O'Donovan);
- Miglior giro-zero[n 3]: 3"838 ( Pablo Suárez).

Legenda:
Pos. = Posizione; Nº = Numero di gara.

## Risultati Euro RX

### Classifiche finali
| Categoria Euro RX1 | Categoria Euro RX1 | Categoria Euro RX1 | Categoria Euro RX1  | Categoria Euro RX1              | Categoria Euro RX1 | Categoria Euro RX1 | Categoria Euro RX1 | Categoria Euro RX1 | Categoria Euro RX1 | Categoria Euro RX1 | Categoria Euro RX1 | Categoria Euro RX1 | Categoria Euro RX1 |
| Pos.               | Nº                 | Pilota             | Auto                | Squadra                         | Batterie (Pos.)    | Progression Races  | Progression Races  | Progression Races  | Semifinali         | Semifinali         | Finale             | Punti              |                    |
| Pos.               | Nº                 | Pilota             | Auto                | Squadra                         | Batterie (Pos.)    | PR1                | PR2                | PR3                | SF1                | SF2                | Finale             | Punti              |                    |
| ------------------ | ------------------ | ------------------ | ------------------- | ------------------------------- | ------------------ | ------------------ | ------------------ | ------------------ | ------------------ | ------------------ | ------------------ | ------------------ | ------------------ |
| 1                  | 92                 | Anton Marklund     | Hyundai i20         | SET Promotion                   | 1º                 | 1º                 | –                  | 1º                 | –                  | –                  | 1º                 | 20                 |                    |
| 2                  | 18                 | Juha Rytkönen      | Hyundai i20         | Betomik Racing Team             | 3º                 | –                  | –                  | 1º                 | –                  | 1º                 | 2º                 | 14                 |                    |
| 3                  | 6                  | Jānis Baumanis     | Peugeot 208         | #YellowSquad                    | 2º                 | –                  | 1º                 | –                  | 2º                 | –                  | 3º                 | 13                 |                    |
| 4                  | 24                 | Sivert Svardal     | Volkswagen Polo R   | Sivert Svardal                  | 6º                 | –                  | –                  | 3º                 | –                  | 3º                 | 4º                 | 12                 |                    |
| 5                  | 73                 | Támas Kárai        | Audi S1             | Karai Motorsport Sportegyesület | 7º                 | 2º                 | –                  | –                  | –                  | 2º                 | 5º                 | 11                 |                    |
| 6                  | 8                  | Peter Hedström     | Volkswagen Polo     | Hedströms Motorsport            | 12º                | –                  | –                  | 2º                 | 3º                 | –                  | nq                 | 10                 |                    |
| 7                  | 38                 | Mandie August      | SEAT Ibiza          | ALL-INKL.COM Münnich Motorsport | 9ª                 | –                  | –                  | 4ª                 | –                  | 4ª                 | nq                 | 9                  |                    |
| 8                  | 31                 | Stefan Kristensson | Ford Fiesta MK7     | Team Skåab                      | 10º                | 3º                 | –                  | –                  | 4º                 | –                  | nq                 | 8                  |                    |
| 9                  | 10                 | Mikko Ikonen       | Hyundai i20         | Betomik Racing Team             | 5º                 | –                  | 2º                 | –                  | –                  | 5º                 | nq                 | 7                  |                    |
| 10                 | 5                  | Mika Liimatainen   | Ford Fiesta MK6     | Betomik Racing Team             | 8º                 | –                  | 3º                 | –                  | 5º                 | –                  | nq                 | 6                  |                    |
| 11                 | 91                 | Enzo Ide           | Audi S1             | EKS                             | 4º                 | 5º                 | –                  | –                  | nq                 | nq                 | nq                 | 5                  |                    |
| 12                 | 33                 | Ulrik Linnemann    | Ford Fiesta MK6     | Linnemann Promotion             | 11º                | –                  | 5º                 | –                  | nq                 | nq                 | nq                 | 4                  |                    |
| 13                 | 55                 | Paulius Pleskovas  | Ford Fiesta MK6     | TSK Baltijos Sportas            | 13º                | 4º                 | –                  | –                  | nq                 | nq                 | nq                 | -12                |                    |
| 14                 | 84                 | Hervé Knapick      | Citroën DS3         | Hervé Knapick                   | 14º                | –                  | 4º                 | –                  | nq                 | nq                 | nq                 | 2                  |                    |
| 15                 | 88                 | Marcin Gagacki     | Ford Fiesta MK6     | Oponeo                          | 15º                | –                  | –                  | 5º                 | nq                 | nq                 | nq                 | 1                  |                    |
| 16                 | 30                 | Tom André Sætnan   | Volkswagen Scirocco | Tom André Sætnan                | 16º                | DNS                | DNS                | DNS                | nq                 | nq                 | nq                 | 0                  |                    |
| Pos.               | Nº                 | Pilota             | Auto                | Squadra                         | Batterie (Pos.)    | PR1                | PR2                | PR3                | SF1                | SF2                | Finale             | Punti              |                    |
| Pos.               | Nº                 | Pilota             | Auto                | Squadra                         | Batterie (Pos.)    | Progression Races  | Progression Races  | Progression Races  | Semifinali         | Semifinali         | Finale             | Punti              |                    |

Legenda:
Pos. = Posizione; Nº = Numero di gara; PR = Posizione nella Progression Race; SF = Posizione nella semifinale; nq = non qualificata/o; DNS = Non partito (Did not start).

### Finale
| Categoria Euro RX1 | Categoria Euro RX1 | Categoria Euro RX1 | Categoria Euro RX1 | Categoria Euro RX1              | Categoria Euro RX1 | Categoria Euro RX1 | Categoria Euro RX1 | Categoria Euro RX1 |
| Pos.               | Nº                 | Pilota             | Auto               | Squadra                         | Giri/Joker         | Tempo              | Distacco           |                    |
| ------------------ | ------------------ | ------------------ | ------------------ | ------------------------------- | ------------------ | ------------------ | ------------------ | ------------------ |
| 1                  | 92                 | Anton Marklund     | Hyundai i20        | SET Promotion                   | 5/1                | 2'44"412           | –                  |                    |
| 2                  | 18                 | Juha Rytkönen      | Hyundai i20        | Betomik Racing Team             | 5/1                | 2'46"236           | +1"824             |                    |
| 3                  | 6                  | Jānis Baumanis     | Peugeot 208        | #YellowSquad                    | 5/1                | 2'48"638           | +4"226             |                    |
| 4                  | 24                 | Sivert Svardal     | Volkswagen Polo R  | Sivert Svardal                  | 5/1                | 2'49"241           | +4"829             |                    |
| 5                  | 73                 | Támas Kárai        | Audi S1            | Karai Motorsport Sportegyesület | 5/1                | 2'50"636           | +6"224             |                    |

- Miglior tempo di reazione: 0"434 ( Jānis Baumanis);
- Giro più veloce: 31"727 ( Anton Marklund);
- Miglior giro Joker: 32"924 ( Juha Rytkönen);
- Miglior giro-zero[n 3]: 3"403 ( Támas Kárai).

Legenda:
Pos. = Posizione; Nº = Numero di gara.

## Classifiche di campionato
World RX - RX1e piloti
(dopo gara 1)
| Pos. | Pos. | Pilota               | Punti |
| ---- | ---- | -------------------- | ----- |
| 1    |      | Johan Kristoffersson | 111   |
| 2    | 2    | Kevin Hansen         | 78    |
| 3    | 1    | Ole Christian Veiby  | 78    |
| 4    | 1    | Timmy Hansen         | 78    |
| 5    |      | Niclas Grönholm      | 71    |
| 6    | 1    | Gustav Bergström     | 63    |
| 7    | 1    | Klara Andersson      | 61    |
| 8    |      | René Münnich         | 54    |

World RX - RX1e piloti
(dopo gara 2)
| Pos. | Pos. | Pilota               | Punti |
| ---- | ---- | -------------------- | ----- |
| 1    |      | Johan Kristoffersson | 131   |
| 2    |      | Kevin Hansen         | 90    |
| 3    |      | Ole Christian Veiby  | 89    |
| 4    | 1    | Niclas Grönholm      | 87    |
| 5    | 1    | Timmy Hansen         | 87    |
| 6    |      | Gustav Bergström     | 66    |
| 7    |      | Klara Andersson      | 71    |
| 8    |      | René Münnich         | 62    |

World RX - RX1e squadre
(dopo gara 1)
| Pos. | Pos. | Pilota                             | Punti |
| ---- | ---- | ---------------------------------- | ----- |
| 1    |      | Kristoffersson Motorsport          | 189   |
| 2    |      | Hansen World RX Team               | 156   |
| 3    |      | Construction Equipment Dealer Team | 132   |

World RX - RX1e squadre
(dopo gara 2)
| Pos. | Pos. | Pilota                             | Punti |
| ---- | ---- | ---------------------------------- | ----- |
| 1    |      | Kristoffersson Motorsport          | 220   |
| 2    |      | Hansen World RX Team               | 177   |
| 3    |      | Construction Equipment Dealer Team | 158   |

RX2e piloti
| Pos. | Pos. | Pilota             | Punti |
| ---- | ---- | ------------------ | ----- |
| 1    |      | Viktor Vranckx     | 67    |
| 2    |      | Isak Sjökvist      | 53    |
| 3    |      | Nils Andersson     | 52    |
| 4    | 1    | Patrick O'Donovan  | 51    |
| 5    | 1    | Raul Ferre         | 47    |
| 6    |      | Pablo Suárez       | 44    |
| 7    |      | Filip Thorén       | 27    |
| 8    |      | Laia Sanz          | 17    |
| 9    |      | Roberts Vitols     | 12    |
| 10   |      | Mark Flaherty      | 11    |
| 11   |      | Lance Woolridge    | 9     |
| 12   |      | Catie Munnings     | 8     |
| 13   |      | Aksel Lund Svindal | 7     |

Euro RX - RX1 piloti
| Pos. | Pos. | Pilota                | Punti |
| ---- | ---- | --------------------- | ----- |
| 1    |      | Anton Marklund        | 100   |
| 2    |      | Jānis Baumanis        | 71    |
| 3    |      | Enzo Ide              | 60    |
| 4    |      | Sivert Svardal        | 57    |
| 5    | 1    | Tamás Kárai           | 50    |
| 6    | 1    | Sondre Evjen          | 40    |
| 7    | 1    | Ulrik Linnemann       | 36    |
| 8    | 1    | Andreas Bakkerud      | 33    |
| 9    |      | Marcin Gagacki        | 31    |
| 10   | 2    | Mandie August         | 25    |
| 11   | 1    | Anders Michalak       | 22    |
| 12   | 2    | Mikko Ikonen          | 19    |
| 13   | 2    | Jean-Baptiste Dubourg | 18    |
| 14   | N    | Juha Rytkönen         | 16    |
| 15   | 2    | Attila Mózer          | 15    |
| 16   | 1    | Johan Kristoffersson  | 12    |
| 17   | 1    | Fraser McConnell      | 11    |
| 18   | 1    | Oliver Solberg        | 11    |
| 19   | 1    | Aleš Fučik            | 10    |
| 20   | N    | Peter Hedström        | 10    |
| 21   | 2    | Linus Östlund         | 10    |
| 22   | 2    | Ronalds Baldiņš       | 9     |
| 23   | 13   | Stefan Kristensson    | 8     |
| 24   | 3    | Mario Barbosa         | 8     |
| 25   | 3    | Ole Christian Veiby   | 8     |
| 26   | 3    | Frank Valle           | 8     |
| 27   | 3    | José Oliveira         | 7     |
| 28   | 3    | Dariusz Topolewski    | 7     |
| 29   | 2    | Hervé Knapick         | 7     |
| 30   | N    | Mika Liimatainen      | 6     |
| 31   | 5    | Patrick O'Donovan     | 6     |
| 32   | 3    | Márk Mózer            | 4     |
| 33   | 3    | David Nordgaard       | 4     |
| 34   | 3    | László Kiss           | 3     |
| 35   | 3    | Oliver O'Donovan      | 2     |
| 36   | 3    | Zoltán Koncseg        | 0     |
| 37   | 1    | Tom André Saetnan     | 0     |
| 38   | 4    | Gustav Bergström      | 0     |
| 39   | 4    | René Münnich          | 0     |
| 40   | 3    | Dan Öberg             | 0     |
| 41   | 13   | Paulius Pleskovas     | -8    |